# Ammianus Marcellinus
Ammianus Marcellinus, född omkring 330 troligen i Antiochia, död omkring 395, var en grekisk historiker i romerska riket, verksam under senantiken.
Hans historieverk, som är ovärderligt, kallas ofta vid dess latinska namn, Res Gestae. Det behandlar åren 353–378. 

## Biografi
Ammianus berättar själv att han var en grek i den romerska armén och eftersom han tjänstgjorde i gardesenheten protectores domestici borde han ha varit adlig. Han tog värvning i armén under Constantius II:s kejsartid och tjänade under Ursicinus som var guvernör över Nisibis i Mesopotamien. Han återvände till Rom med Ursicinus, men kallades till fronten av Constantius för att strida mot Silvanus frankern, som utropat sig till kejsare över Gallien. Han var två gånger i Öst, och undkom döden med en hårsmån när den sassanidiske kungen Shahpour II erövrade Amida (nuvarande Diyarbakir). När Constantius efterträddes av Julianus Apostata, följde Ammianus honom i kriget mot alamannerna och sassaniderna. Jovianus följde han till Antiochia, där han bevittnade hur konspirationen mot Theodosius I avslöjades (371).

## Verk
När Ammianus var i femtioårsåldern slog han sig ned i Rom och skrev ett historieverk, som tar vid efter Tacitus. Det börjar med Nervas upphöjelse till kejsare år 96 och slutar med Valens död vid slaget vid Adrianopel 378. Ursprungligen utgjordes verket av 31 böcker, men de första 13 har gått förlorade. Edward Gibbon bedömer verket som tillförlitligt, men andra har menat att han såsom hedning undervärderat kristendomens betydelse i den tid han skildrar. Han fäster stor vikt vid socioekonomiska förhållanden i fråga om beskattning av medelklassen i romarriket och har ett förbindligt förhållningssätt mot andra folkslag än romarna, varför han skiljer sig från sina föregångare Titus Livius och Tacitus.